# دانشگاه نیویورک
دانشگاه نیویورک (به انگلیسی: New York University) یک دانشگاه تحقیقاتی خصوصی در نیویورک سیتی واقع در ایالت نیویورک آمریکا است که در سال ۱۸۳۱ میلادی توسط گروهی از نیویورکی‌ها به رهبری وزیر وقت خزانه‌داری، آلبرت گالتین تأسیس شد. این دانشگاه از بهترین و معتبرترین دانشگاه‌های ایالات متحده و جهان است و در بیست سال اخیر بیشترین فاند و کمک دانشجویی را به دانشجویان ارائه کرده و اکنون بیشترین دانشجویان بین‌المللی را در ایالات متحده آمریکا داراست.

دانشگاه نیویورک ۱۴ دانشکده دارد و در ۲۵ کشور از جمله در ابوظبی نیز شعبه دارد.
۳۶ برنده جایزه نوبل و ۳۰ جایزه پولیتزر و ۷ جایزه لسکر از دانش‌آموختگان این دانشگاه بوده‌اند.

## تاریخچه
آلبرت گالتین، وزیر خزانه‌داری در دوران ریاست‌جمهوری توماس جفرسون و جیمز مدیسون، آرزوی خود را برای ایجاد نظام آموزشی عقلانی و عملی که برای همگان در شهر نیویورک در دسترس باشد اعلام کرد. در سال ۱۸۳۰، در تالار شهر نیویورک، کنوانسیونی ادبی و علمی سه‌روزه با حضور بیش از ۱۰۰ نماینده برگزار شد که در آن دربارهٔ تأسیس دانشگاهی جدید بحث شد. این جمع معتقد بودند که شهر به دانشگاهی نیاز دارد که پذیرش در آن بر پایهٔ شایستگی باشد، نه موقعیت اجتماعی یا نسب خانوادگی.

در ۱۸ آوریل ۱۸۳۱، مؤسسه‌ای که بعدها به دانشگاه نیویورک تبدیل شد، با حمایت گروهی از بازرگانان، بانکداران و تجار برجسته نیویورک بنیان‌گذاری شد. آلبرت گالتین به‌عنوان نخستین رئیس دانشگاه انتخاب شد. در ۲۱ آوریل همان سال، مؤسسه تازه‌تأسیس منشور خود را دریافت کرد و با نام «دانشگاه شهر نیویورک» توسط مجلس قانون‌گذاری ایالت نیویورک به رسمیت شناخته شد؛ در اسناد قدیمی اغلب از این نام استفاده شده است. از همان آغاز، این دانشگاه در میان مردم به «دانشگاه نیویورک» شناخته می‌شد و در سال ۱۸۹۶ به‌طور رسمی به این نام تغییر یافت. در سال ۱۸۳۲، نخستین کلاس‌های دانشگاه در ساختمانی اجاره‌ای به نام «کلینتون هال»، نزدیک تالار شهر، برگزار شد. در سال ۱۸۳۵، مدرسه حقوق دانشگاه نیویورک تأسیس شد.
گرچه انگیزهٔ تأسیس این دانشگاه بخشی ناشی از واکنش پروتستان‌های انجیلی به تسلط کلیسای اسقفی بر کالج کلمبیا بود، دانشگاه نیویورک برخلاف بسیاری از دانشگاه‌های آن زمان در آمریکا از آغاز غیرمذهبی بنیان‌گذاری شد. در سال ۱۸۷۶، «انجمن شیمی آمریکا» در دانشگاه تأسیس شد.

در سال ۱۸۹۴، به‌دلیل تراکم جمعیت در پردیس اصلی، دانشگاه نیویورک زمین بزرگی در منطقه یونیورسیتی هایتس در برانکس خریداری کرد و بیشتر فعالیت‌های دانشگاه – از جمله کالج هنر و علوم و مدرسه مهندسی – به آنجا منتقل شد. این انتقال، که با تلاش‌های رئیس دانشگاه، هنری میچل مک‌کراکن انجام شد، بخشی از سیاست دانشگاه برای پیروی از روند گسترش شهر به سمت شمال بود. با این حال، مدارس تحصیلات تکمیلی در همان محل اولیه در میدان واشینگتن باقی ماندند.

در سال ۱۹۱۴، کالج واشینگتن اسکوئر به‌عنوان کالج کارشناسی در مرکز شهر تأسیس شد. در سال ۱۹۳۵، دانشگاه، پردیسی در همپستد، لانگ آیلند افتتاح کرد که بعدها به دانشگاه مستقل هوفستر تبدیل شد.
در سال ۱۹۵۰، دانشگاه نیویورک به عضویت انجمن دانشگاه‌های آمریکایی سازمانی غیرانتفاعی متشکل از دانشگاه‌های برجستهٔ پژوهشی درآمد.

## رتبه‌بندی
در رتبه‌بندی دانشگاه‌های جهان QS در سال ۲۰۲۰ این دانشگاه در رده ۳۹ دنیا و هفدهم آمریکا قرار دارد. در رتبه‌بندی مؤسسه تایمز در سال ۲۰۲۰ دانشگاه نیویورک رتبه ۲۹ را از آن خود کرده است.

## نگارخانه

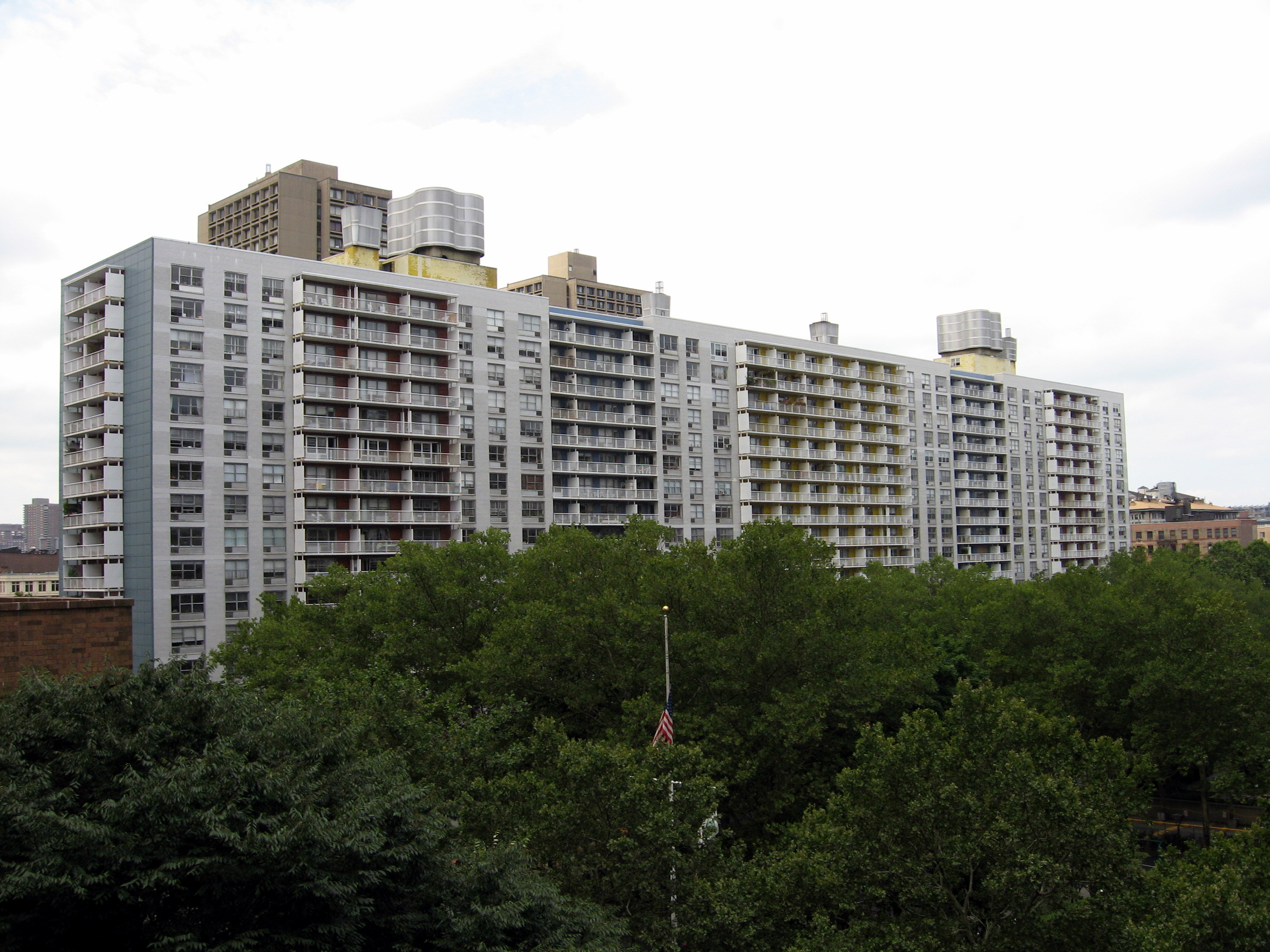
یکی از خوابگاه‌های دانشگاه
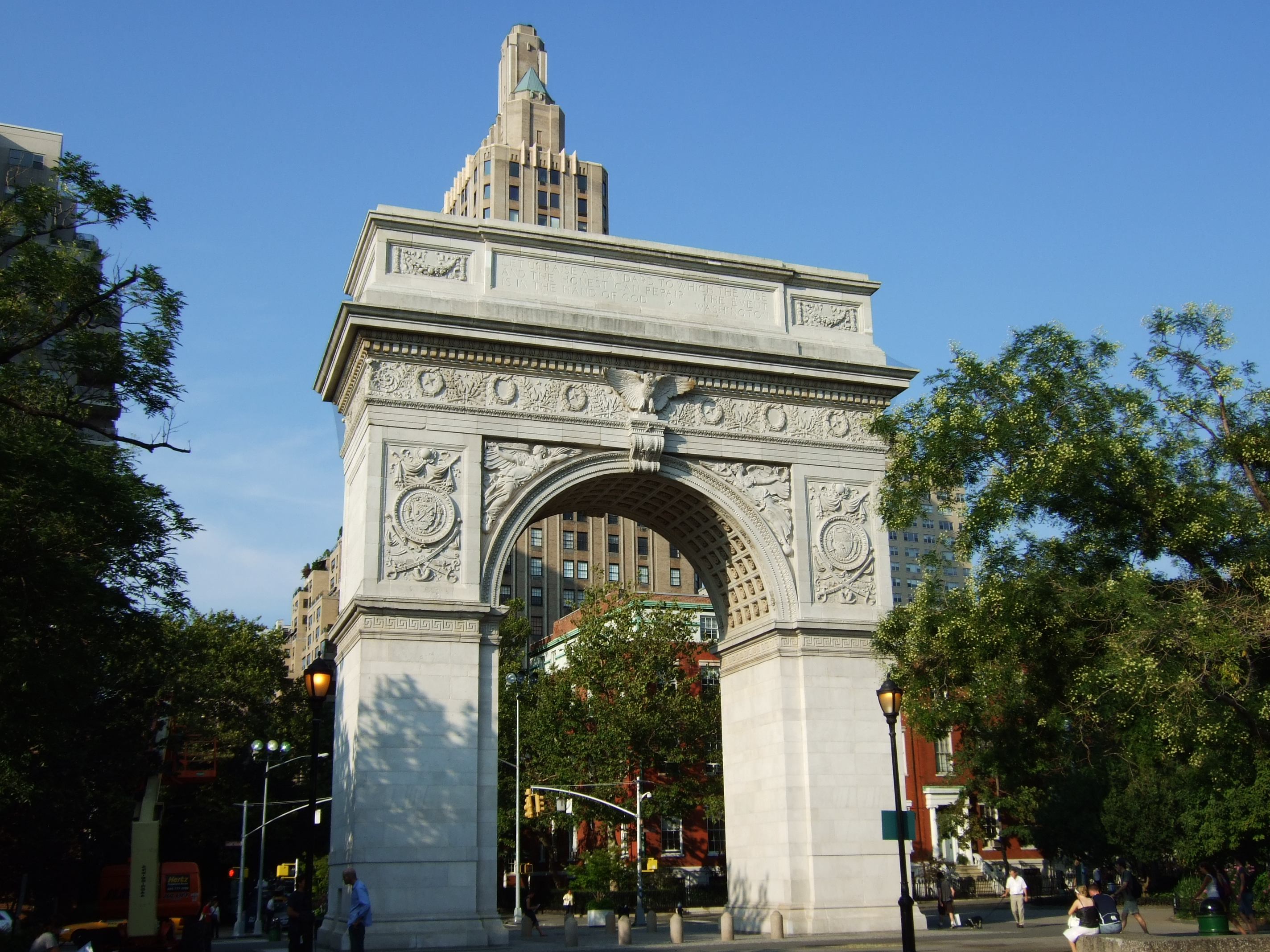
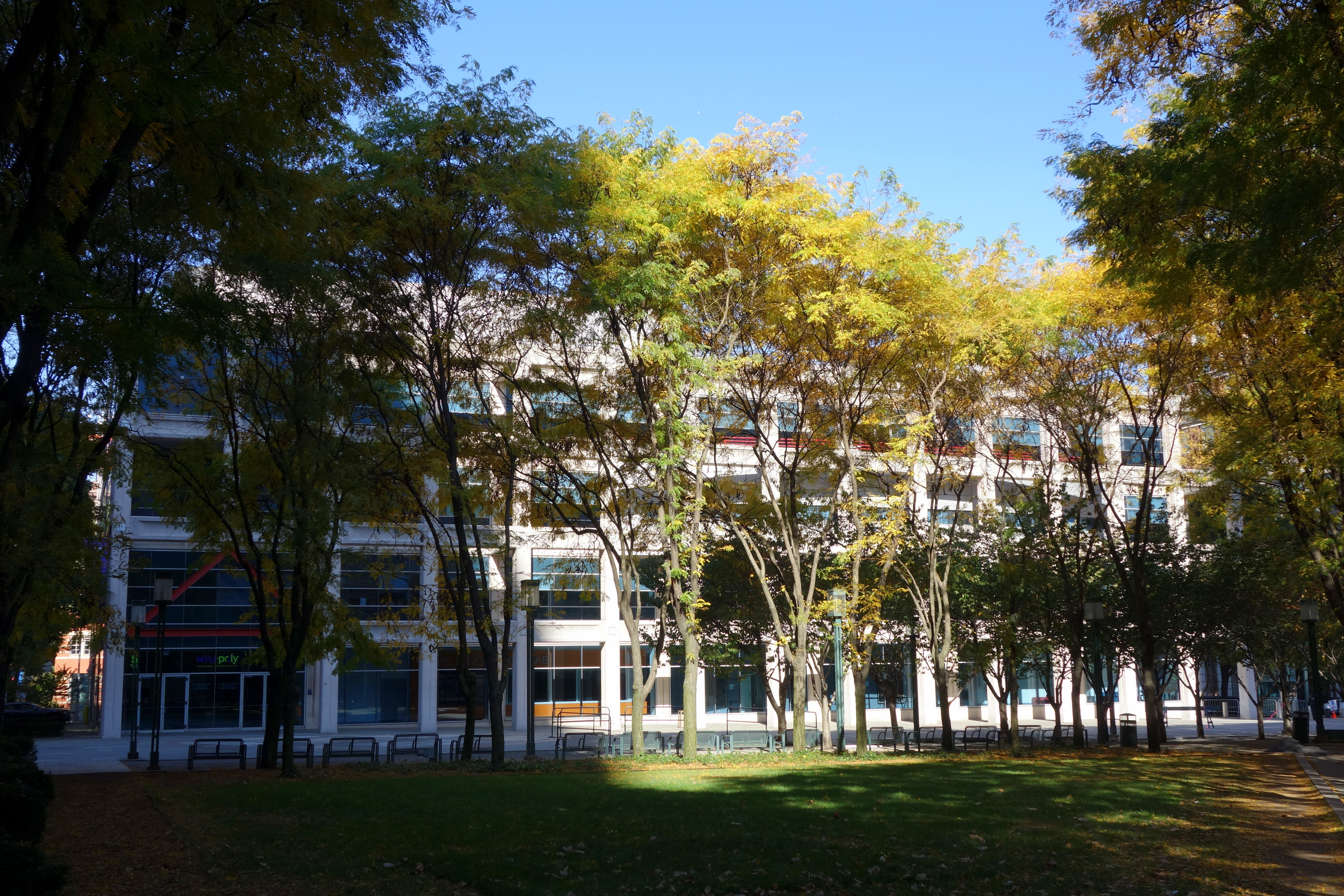
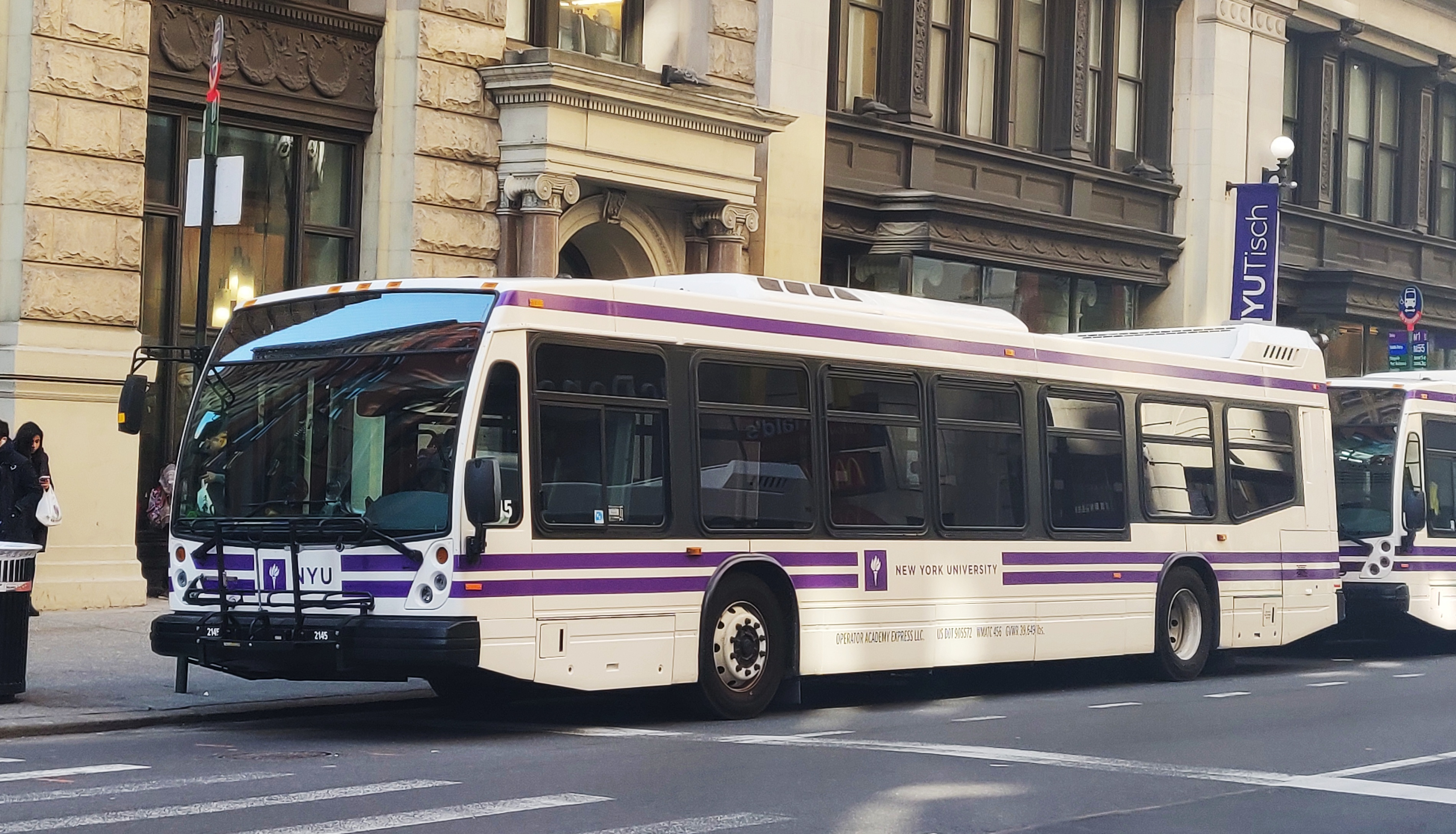
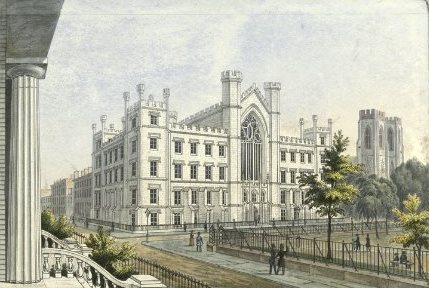
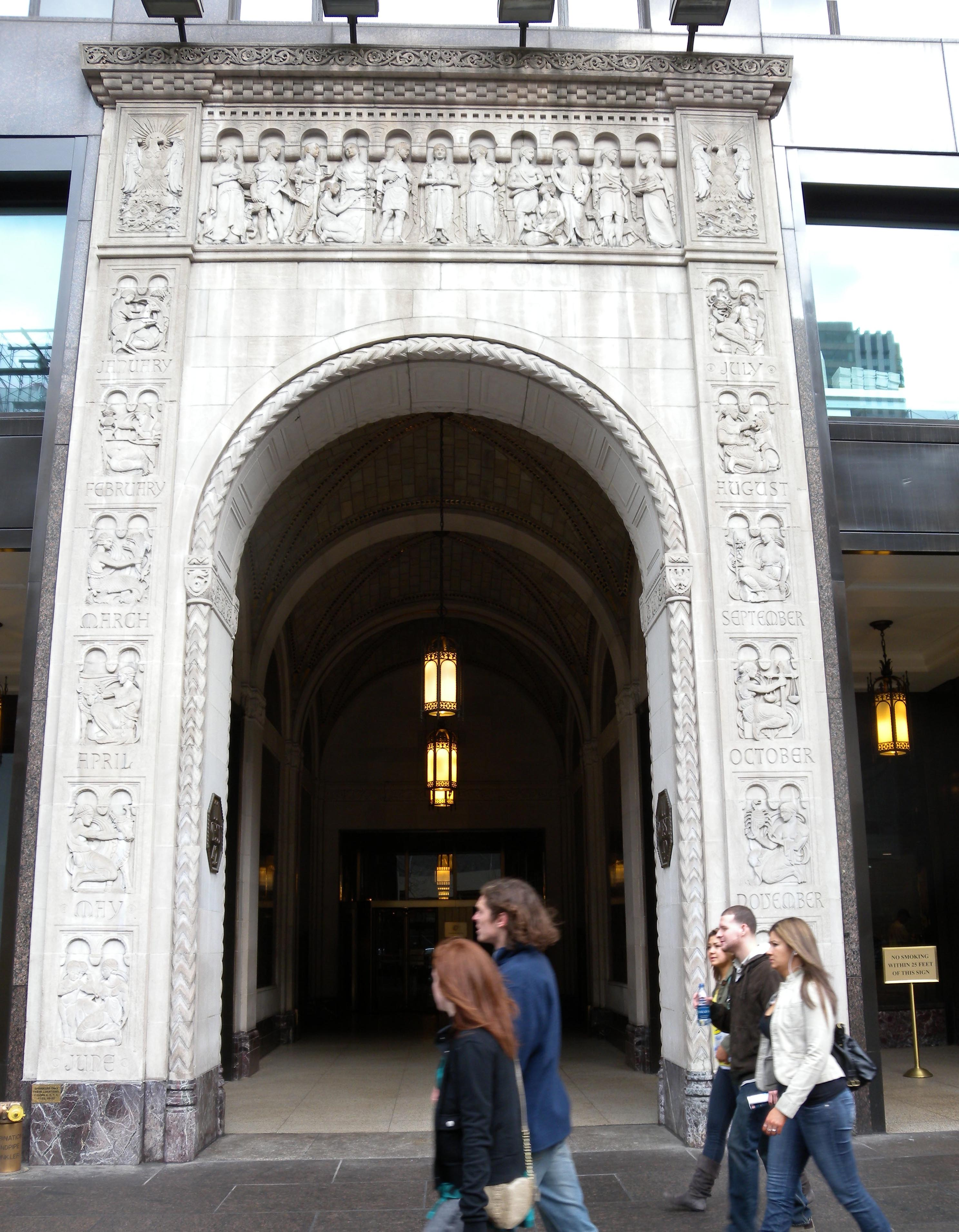
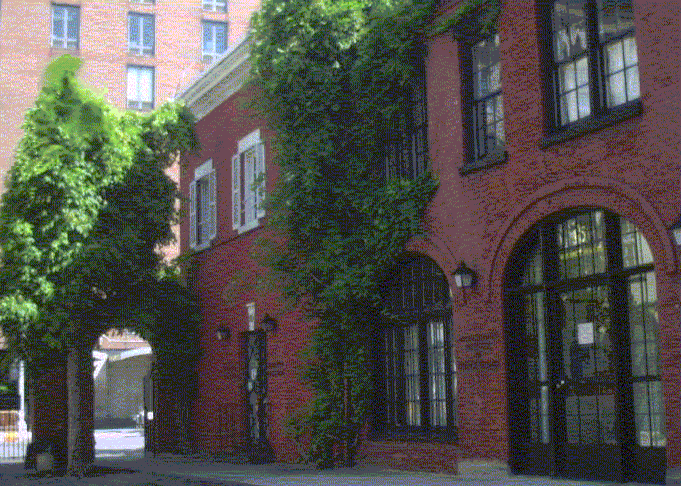
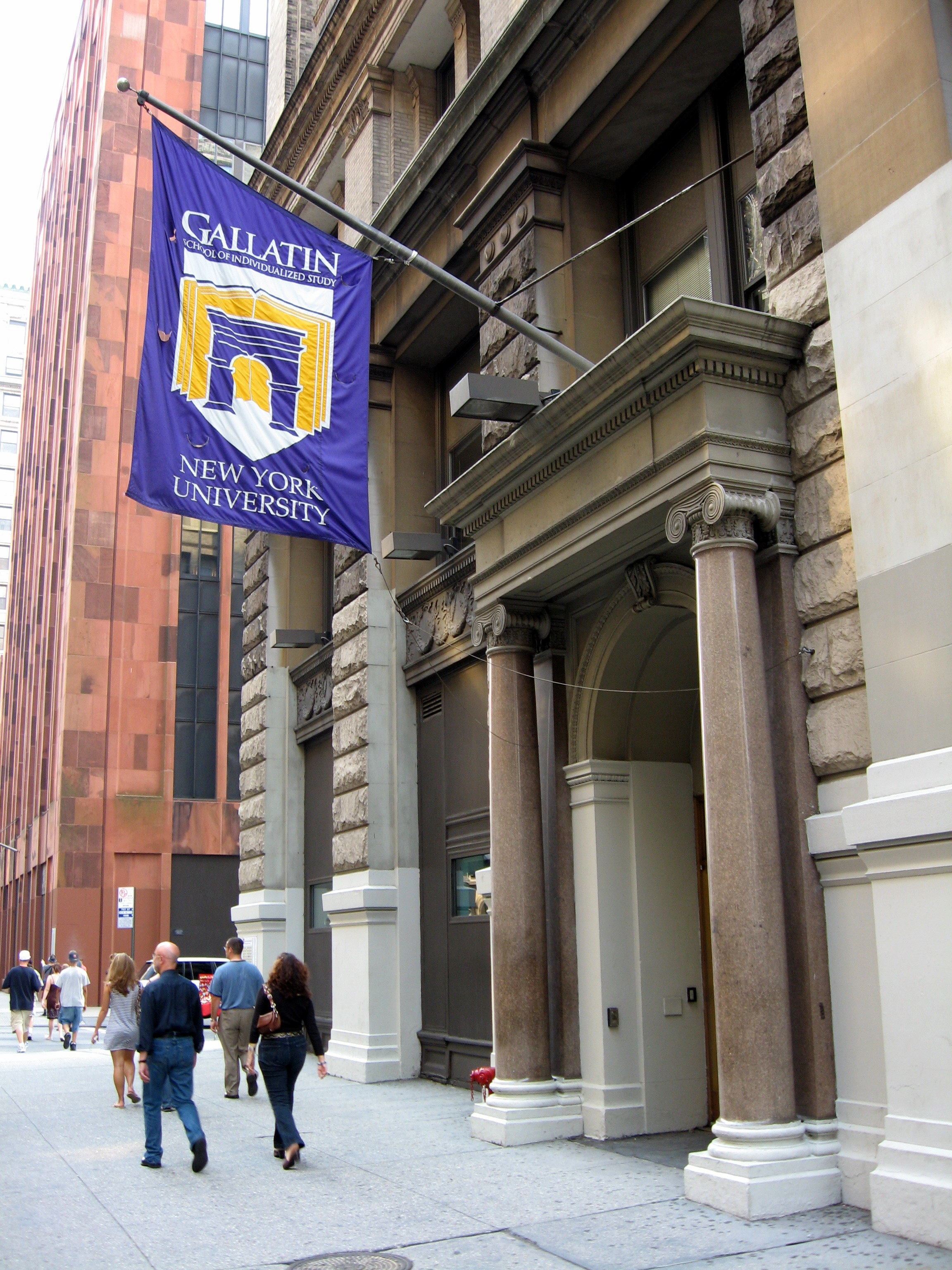
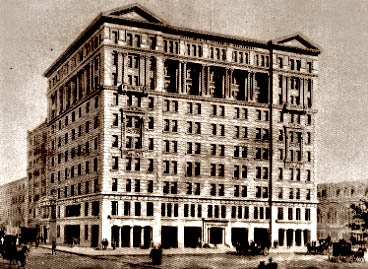
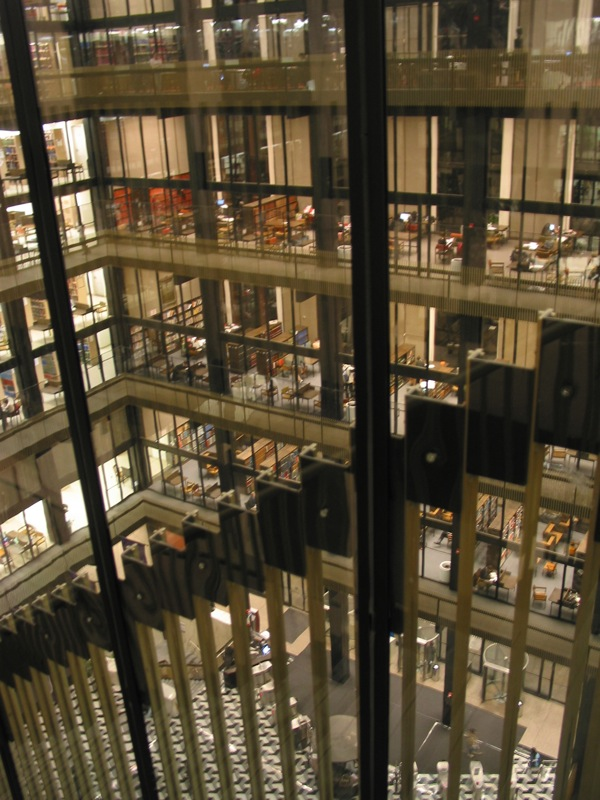